# Festival du film britannique de Dinard 2000
Le Festival du film britannique de Dinard 2000 s'est déroulé du 5 au 8 octobre 2000. C'est la 11e édition du Festival du film britannique de Dinard.

## Jury
|  | Nom                              | Qualité              | Nationalité |
|  | -------------------------------- | -------------------- | ----------- |
|  | Anouk Aimée (présidente du jury) | actrice              | France      |
|  | Humbert Balsan                   | producteur           | France      |
|  | Amira Casar                      | actrice              | France      |
|  | Maria de Medeiros                | actrice réalisatrice | Portugal    |
|  | Michèle Halberstadt              | productrice          | France      |
|  | Hugh Laurie                      | acteur               | Royaume-Uni |
|  | Philippe Lefait                  | journaliste          | France      |
|  | Nick Moran                       | acteur               | Royaume-Uni |
|  | Anne Parillaud                   | actrice              | France      |
|  | Manuel Poirier                   | réalisateur          | France      |

## Films sélectionnés

### En Compétition
- Billy Elliot de Stephen Daldry
- Borstal Boy de Peter Sheridan
- Gangster No. 1 de Paul McGuigan
- Snatch de Guy Ritchie
- Some Voices de Simon Cellan Jones
- The Closer You Get de Aileen Ritchie

### Hommage
- Julien Temple

## Palmarès
- Hitchcock d'or : Billy Elliot de Stephen Daldry